# 小行星4225
小行星4225（英語：4225 Hobart）是一颗围绕太阳公转的小行星。1989年1月31日，T. Hioki、川里信弘在奥多摩町发现了此天体。
这颗小行星的绝对星等为258.4983100790587等。